# 徳川慶昌
徳川 慶昌（とくがわ よしまさ）は、江戸時代後期の武士。御三卿・一橋家の6代当主。異母兄には第13代将軍となる徳川家定がいる。

## 生涯
文政8年（1825年）3月14日、第12代将軍・徳川家慶の五男として江戸城西ノ丸で生まれる。母は側室・押田氏（清涼院）。幼名は初之丞。松平初之丞と称する。
文政11年（1828年）12月26日、疱瘡にかかる。同12年（1829年）1月7日、「御酒湯」とあり、回復した模様。
天保3年（1832年）、祖父である第11代将軍・家斉の正室・広大院が市田義宜（広大院の甥で薩摩藩家老）を通じて藩主・島津斉興（広大院にとって義宜と同じく甥にあたる）に、嫡子・斉彬の養子に初之丞を入れるよう持ちかけたことがあった。しかし義宜と斉興が広大院に対し断りを入れたため、これは実現しなかった。
天保8年（1837年）5月4日、一橋家当主・徳川斉位の養子となる。同年5月7日、斉位が死去。同年6月6日、当主に就き、徳川初之丞と称する。同年8月19日に元服し、父・家慶から偏諱を受けて慶昌と名乗り、従三位左近衛権中将兼刑部卿に叙された。
天保9年（1838年）5月14日、死去。14歳。法名は英徳院殿。墓所は東叡山寛永寺・凌雲院。弘化元年（1844年）5月4日、参議を追贈された。
天保9年（1838年）5月25日、田安家当主徳川斉匡の五男・慶壽が跡を継いだ。

## 墓所
1967年（昭和42年）8月、東京都の区画整理に伴い、寛永寺境内にあった慶昌の多宝塔が福島市の真浄院に移築された（『福島民報』）。